# Tuda Mengü
Tuda Mengü, Tuda Mangu o Tode Mongke (mongol: Тодмөнх) fou kan de l'Horda d'Or del 1280 al 1287. Fou germà i successor de Mongke Temur (Möngke Temür). Segons les lleis de successió dels mongols era el germà el que heretava el tron. Però en aquest cas hi havia un nebot, Tulabugha, que era fill de Bordu, el germà gran de Mongke Temur; tenia prou edat i experiència per ser kan i era el fill gran del germà gran, però estava exclòs per les normes mongoles de successió. Per la seva banda Nogai Noyan s'havia erigit gairebé en un kan independent als seus feus al Dnièper, on mantenia una cort paral·lela i estava aliat amb l'Imperi Romà d'Orient, si bé mantenia la seva lleialtat al kan en el que va intentar influir.

## Relacions amb els prínceps russos
El 1280 Andreu, fill d'Alexandre Nevski i germà del gran príncep de Vladímir Dimitri Alexandròvitx, instigat per alguns boiars, havia conspirar contra el seu germà, i mercès a alguns regals i suborns, havia aconseguit de la cort del kan el seu nomenament com a gran príncep i Mongke Temur li va enviar els seus generals Kawghadi i Alchidai amb un exèrcit per auxiliar-lo i va ordenar a diversos prínceps menors a posar-se al seu servei. Com que els prínceps, tot i que a vegades a contracor, van obeir, el gran príncep de Wladimir va haver de fugir (1281). Els tàtars van assolar Muron, la rodalia de Súzdal, Wladimir, Yurief, Rostov, Pereyeslav, Tver i Torjek i van arribar fins prop de Nóvgorod. Van saquejar les cases, esglésies i monestirs, sense respectar res; molta gent fou emportada com esclaus i les monges i dones foren sovint violades; els camperols pobres es van refugiar a zones desèrtiques on van morir de gana. Pereyeslav, que va resistir, va rebre el càstig més dur. No obstant aquests fets, Andreu, ara nou gran príncep, va confraternitzar amb els tàtars i els va enviar el seu reconeixement del gran kan. Quan els tàtars es van retirar el 1282, els partidaris de Demetri van tornar i Andreu fou enderrocat (1283) i va fugir cap a Nova Sarai a la cort del kan que era ja Tuda Mengü. Va rebre suport d'aquest i un exèrcit tàtar va assolar la regió de Súzdal i va avançar cap a Pereyeslav; Andreu anava amb l'exèrcit tàtar manat per Turai Timur i per Ali, i fou restaurat (1284). Demetri va anar a la cort de Nogai Noyan hi va demanar ajut a aquest que el va restaurar el 1286 i el mateix temps Nogai va casar a la seva filla amb Feodor, el fill de Rostislav, príncep de Smolensk i Pereyeslav. El metropolità Màxim va visitar la cort de Sarai i sembla que Tuda Mengü, que temia a Nogai, va acceptar el fet consumat i va reconèixer a Demetri i es va forçar una reconciliació amb Andreu; fins i tot Nóvgorod, que havia donat suport a aquest darrer, va reconèixer a Demetri.
Al principat de Kursk, de la línia de Txernigox, regnaven ara dos prínceps, Oleg a Rylsk i a Vorgel, i Sviatoslav a Lipetsk. El comissari (baskak) mongol a Ryslk era Ahmed, encarregat de recaptar les taxes i tributs, però exercia de manera tirànica; havia fundat dues poblacions properes a Rylsk on els malfactors trobaven refugi; Oleg, aconsellat pel seu germà, va anar a Sarai a queixar-se al kan que li va donar un petit cos de mongols per destruir els dos pobles construïts per Ahmed; així es va fer, i els dos pobles van quedar arrasats en un moment en què Ahmed era a la cort de Nogai; Ahmed va posar a Nogai en contra dels prínceps, informant al cap mongol que Oleg i Scviatoslav eren els seus enemics secrets i li va aconsellar cridar a Oleg a la seva presència amb la seguretat que no hi aniria; Nogai el va cridar i Oleg es va sentir en perill i no hi va anar; per contra va fugir a Sarai. Sviatoslav es va refugiar als boscos de Voronez. Nogai va capturar a 13 boiars que foren executats, i a uns quants camperols pobres, que foren alliberats rebent les robes amb la sang dels boiars morts, com advertència del perill de desafiar a un comissari mongol. Les dues poblacions destruïdes foren reconstruïdes i aviat van prosperar amb els fruits del saqueig mentre que els principats quedaven en part despoblats doncs el poble fugia davant els agents d'Ahmed. Aquest va retornar a la cort de Nogai on va deixar a dos germans; llavors Sviastoslav va sortir del seu refugi a Voronez i va matar nombrosos saquejadors partidaris d'Ahmed. Mentre Oleg va retornar de Sarai, va enterrar als seus boiars el cossos dels quals encara romanien penjats d'arbres, i per evitar la venjança d'Ahmed, va declarar a Sviatoslav com a criminal fora de la llei. Sviatoslav va defensar la seva conducta però Oleg va anar altre cop a Sarai i va retornar suposadament amb tropes, capturant i executant al seu germà. Oleg no va tardar a ser assassinat per un tercer germà, Alexandre, que va trobar la manera de conciliar-se amb els mongols, que van acceptar alguns regals, satisfets que els prínceps russos es matessin entre ells. No se sap la data en què va passar això però fou posterior al 1282.
El 1286 els tàtars manats per Oitai, fill de Timur, segurament a les ordes de Nogai Noyan, va fer una incursió als districtes russos de Murom i Riazan i al país de Wordwa (Mordòvia?).

## Aspecte religiós
An-Nuwayrí informa que el 1283 el kan va enviar a Majid al-Din Ata i Nur al-Din com enviats al sultà egipci demanant permís per un pelegrinatge a la Meca del tipus de pelegrinatge delegat (que feia un altre en nom del pelegrí titular); va demanar també un estendard del sultà i un del califa per utilitzar en combats contra els infidels. Tuda Mengü era un home molt religiós i portava una vida molt austera; es rodejava de mestres de l'Alcorà i es desentenia dels afers d'estat.

## Expedicions d'Hongria i Polònia
El 1285 els mongols van envair el Regne d'Hongria manats per Tulabugha i Nogai Noyan, amb suport dels prínceps de Galítzia. La campanya fou desastrosa i només va aconseguir alguns èxits a Transsilvània; es diu que Tulabugha va retornar amb només una dona i una mula. El desastre no obstant no fou suficient per desanimar als mongols i Tulabugha i Nogai van fer una altra campanya el 1286-1287 contra Regne de Polònia. Boleslau V el Cast de Polònia havia mort sense fills el 1279 i Lleó príncep de Galítzia o Halicz va intentar assegurar-se la corona però els grans polonesos van elegir rei a Leshko (Leszek II el Negre de Cracòvia) nebot de Boleslau. Lleó va demanar suport a Nogai Noyan que li va concedir; els principals caps polonesos eren Leszek II i Conrad de Mazòvia; els tàtars van avançar devastant i cremant esglésies i monestirs pels districtes de Lublin, Varsòvia, Sandomir, Siradia i fins a Cracòvia; Leszek II va fugir a Homgria però el seu delegat Jordi va derrotar una secció dels invasors prop de Sandomir; el gruix de l'exèrcit tàtar fou derrotat a l'hivern del 1286 al 1287; vuit mil tàtars foren morts i set estendards capturats a Cracòvia; per Nadal els tàtars es van dirigir de Cracòvia a Volínia (Volhynia) i a Wladimir van dividir 30.000 joves i van deixar al seu darrere una plaga o epidèmia a causa de tirar els morts als pous; les cròniques diuen que la plaga va matar 12.000 persones a Galítzia. Els resultats de la campanya són incerts, ja que junt amb la derrota esmentada es parla de 20.000 captius. Al retorn Tulabugha i Nogai es van separar marxant per diferents rutes; el primer fou el que va anar a Galitzia segurament amb els prínceps del país que l'acompanyaven.

## Abdicació del kan
Finalment el 1287 el kan va decidir abdicar en favor del seu nebot Tulabugha (Tula Buqa o Tula Buka) i dedicar-se completament a Déu i a la vida religiosa. Tulabugha era el representant sènior dels batúides com a fill gran de Bartu, al seu torn fill gran de Toghan, que era el segon fill de Batu (però la successió del fill gran Sartak Khan s'havia extingit). El seu regnat és citat per Abu l-Fida i Makrizi, i per diversos autors moderns importants com Van Hammer, D'Ohsson, Fraehn i altres, però Howorth no ho accepta, ja que no és esmentat com a kan ni per Abu l-Ghazi Khan i per Khuandemir que esmenten com immediat successor de Tuda Mangu a Toktu Timur, igual que passa amb la llista de kans que dona el Yuan shi, que podria ser considerat una mena de llista oficial. Marco Polo també esmenta a Toktu com a successor però les seves fonts serien les mateixes que el Yuan Shi. Tampoc es va encunyar moneda amb el nom de Tulabugha. Basat en una moneda de Tuda Mengü datada el 1288, Howorth sospita que el 1287 quan el kan es va retirar, va deixar el govern a Tulabugha, però va conservar el títol. Rashid al-Din parla de l'autoritat de Tulabugha que diu que va compartir amb el seu germà Kunjuk Bugha (probablement morts els dos al mateix temps a la tardor del 1290). La data de la mort del kan Tuda Mengü és desconeguda i no consta a les fonts; la darrera referència és una moneda possiblement del 1289. Segons Von Hammer la seva esposa es deia Kutluk i pertanyia a la tribu dels tàtars.